# Ligidium jiuzhai
Ligidium jiuzhai är en kräftdjursart som beskrevs av Tang och Zhou 1999. Ligidium jiuzhai ingår i släktet Ligidium och familjen gisselgråsuggor. Inga underarter finns listade i Catalogue of Life.